# Zachełmie
Zachełmie (Duits: Saalberg) is een dorp in het Poolse woiwodschap Neder-Silezië, in het district Jeleniogórski. De plaats maakt deel uit van de gemeente Podgórzyn en is gelegen in het Reuzengebergte.

## Geschiedenis
Na de Tweede Wereldoorlog werd het dorpje onder Pools bestuur geplaatst en omgedoopt tot "Szczęsnowo". De Duitse bevolking werd verdreven en vervangen door Polen, conform de naoorlogse Conferentie van Potsdam. Pas in Maart 1946 kreeg het zijn huidige naam. De beroemde Poolse componist en dirigent Ludomir Różycki(1883-1953) heeft een woning gehad in Zachełmie.